# Neumünden

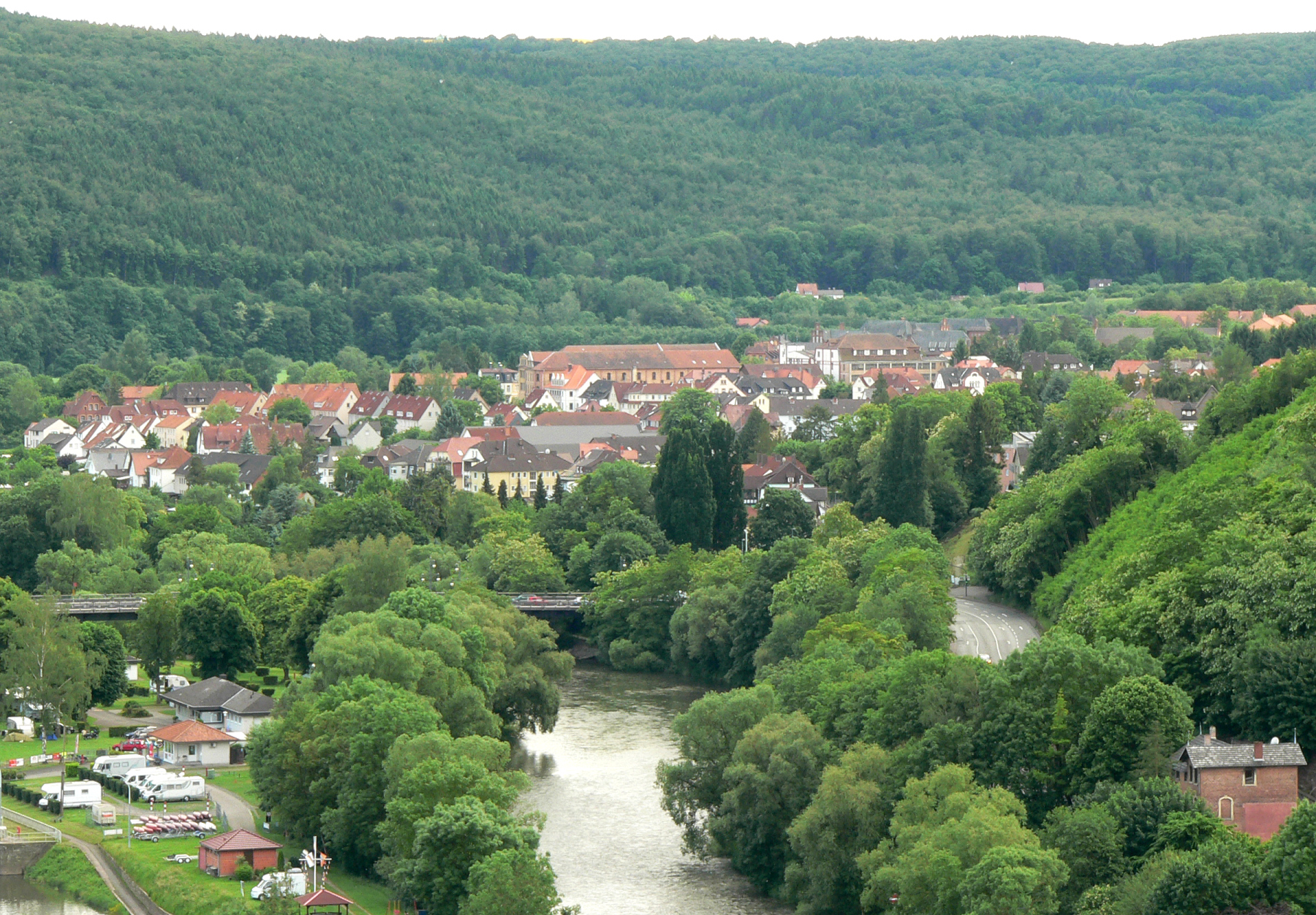
Blick von der Weserliedanlage auf Neumünden, im Vordergrund die Fulda und die Pionierbrücke

Neumünden ist ein Stadtteil von Hann. Münden in Südniedersachsen. Mit 2591 Einwohnern (Stand 31. Dezember 2022) gehört er bevölkerungsmäßig zu den mittelgroßen Stadtteilen des Ortes. Im Bereich von Neumünden befand sich die im Jahr 970 erstmals erwähnte und später wüst gefallene Siedlung Ratten. Die heutige Bebauung entwickelte sich gegen Ende des 19. Jahrhunderts nach dem Bau der Fuldabrücke im Jahr 1882, die bald den Namen Pionierbrücke bekam.

## Lage und Beschreibung
Neumünden liegt am westlichen Ufer der Fulda südlich von Altmünden. Der Stadtteil ist durch den Fluss vom historischen Stadtkern getrennt. Als Verbindung dient die Pionierbrücke. Das Siedlungsgebiet von Neumünden befindet sich auf einem Streifen zwischen der Fulda und dem Osthang des Reinhardswaldes. Hauptstraße ist die Wilhelmshäuser Straße, die als Abschnitt der B 3 durch den Stadtteil führt. In der Fuldaaue finden sich zahlreiche Kleingärten.
Die Bebauung von Neumünden ist geprägt durch Ein- und Mehrfamilienhäuser der 1920er bis 1950er Jahre. Während sich am Hang des Reinhardswaldes  hauptsächlich eine Einfamilienhausbebauung findet, herrscht an der Wilhelmshäuser Straße als Hauptstraße eine teils gründerzeitliche Baustruktur mit Mehrfamilienhäusern vor.

## Geschichte

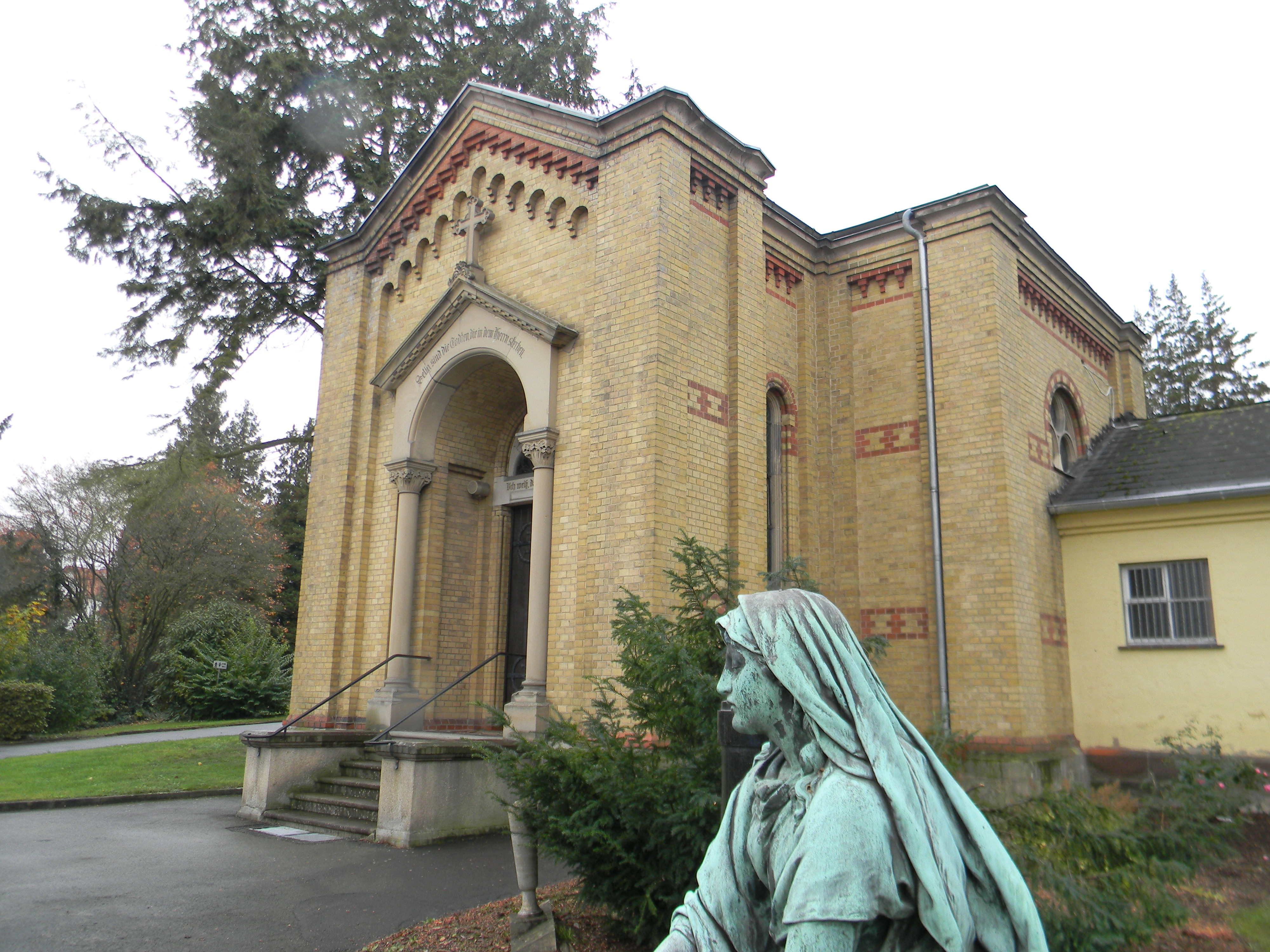
Friedhofskapelle des Städtischen Friedhofs Neumünden

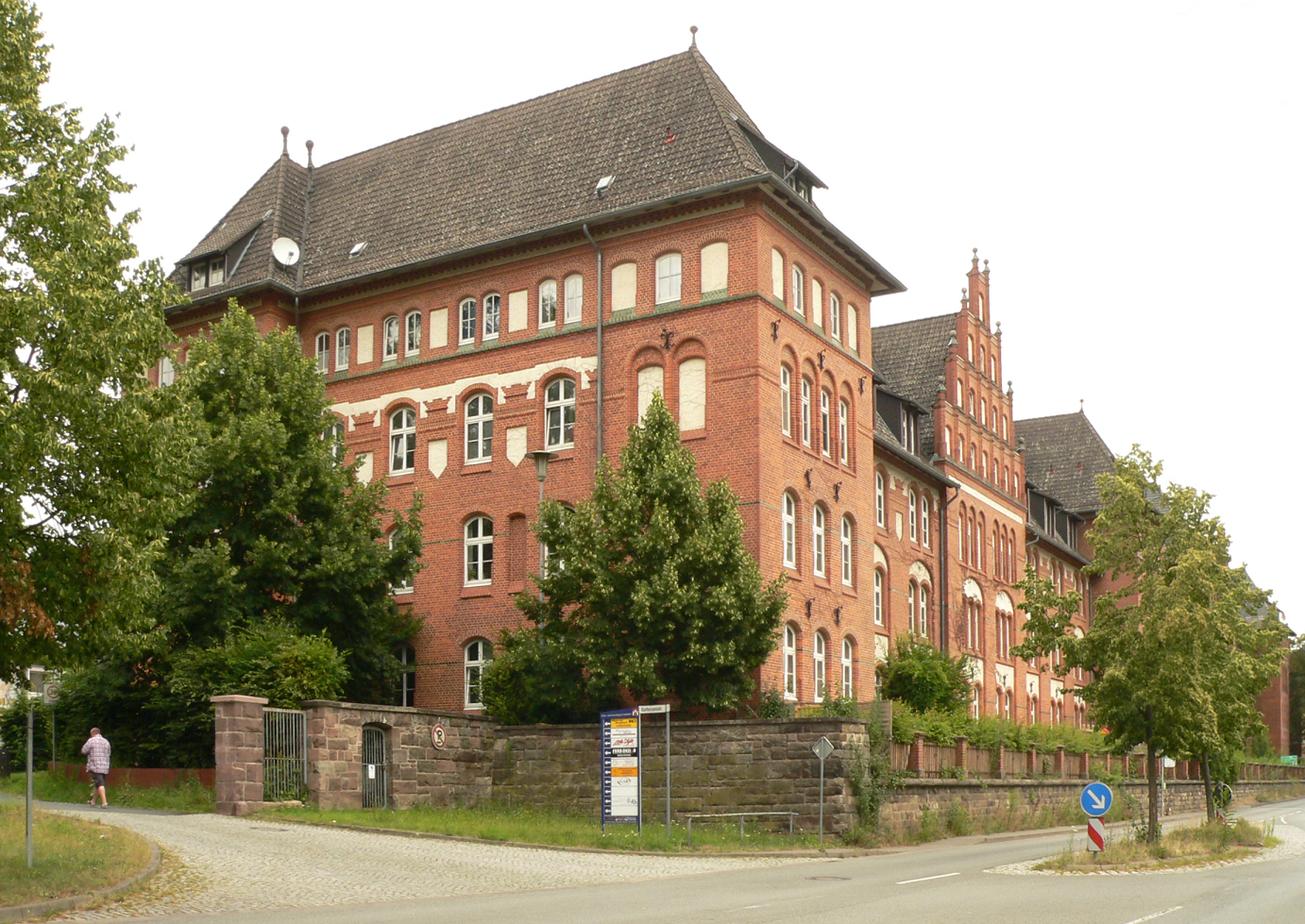
Straßenansicht der Kurhessen-Kaserne

Im Bereich von Neumünden bestand mit dem Dorf Ratten eine Vorgängersiedlung. Sie wird erstmals 970 in einer Schenkungsurkunde von Otto I. an das Erzstift Magdeburg genannt. Die Siedlung lag an einer Furt der Fulda im Bereich eines inzwischen verlandeten Flussarmes. Das Wüstfallen von Ratten wird zu Beginn des 16. Jahrhunderts nach einem Grenzvertrag zwischen Herzog Erich I. und dem Landgrafen Philipp von Hessen angenommen. Danach war im Bereich des heutigen Neumündens bis zum Ende des 19. Jahrhunderts keine nennenswerte Besiedlung vorhanden. Es gab Gartenhäuser, das Fährhaus der Flussfähre über die Fulda und eine 1877 erbaute Gastwirtschaft.
Der Bau der Fuldabrücke im Jahr 1882 förderte die Besiedlung in Neumünden, weil die Brücke eine Anbindung an den historischen Ortskern ermöglichte. Ebenfalls 1882 wurde der Städtische Friedhof Neumünden angelegt. Am südlichen Rand von Neumünden entstand zwischen 1900 und 1907 die Kurhessen-Kaserne in einer ersten Bauphase, der später weitere folgten. Der großflächige und zum Teil denkmalgeschützte Kasernenkomplex wirkt bis heute dominant im Stadtbild. Mit dem Ende der militärischen Nutzung im Jahr 1993 wurde das frühere Kasernengelände in einen Wohn- und Gewerbepark umgewandelt.
Zwischen dem Kasernengelände und dem Neumündener Friedhof entstand um 1900 das Firmengelände des Schmirgelwerks C. F. Schroeder, das bis zum Jahr 2009 Schmirgelpapier herstellte. Nahe der Fabrik wurde eine kleine Arbeitersiedlung mit Vierfamilienwohnhäusern errichtet.